# 吉多·巴达拉
吉多·纳乌阿尔·巴达拉（西班牙语：Guido Nahuel Vadalá）（罗萨里奥，桑塔费省，阿根廷，1997年2月8日）是一名阿根廷足球运动员，现在效力于阿乙球隊阿爾瓦拉多。
榮譽 ： 阿根廷甲級聯賽冠軍  博卡青年2015、2018